# Jocelyn Chng
Jocelyn Chng (nombre de nacimiento Chng Yee, ) es una empresaria y economista singapurense. 

## Biografía
Hija de  Chng Kee, trabajó en el negocio familiar de salsas embotelladas y mezclas de arroz.  Tuvo cinco hermanos menores y se hizo cargo de la empresa familiar al fallecer su padre cuando ella tenía 21 años. Estudió economía en la Universidad Nacional de Singapur.
Directora general de Sin Hwa Dee Food Stuff industries Pte Ltd y JR Group. Recién en 1998 comenzaron a exportar sus salsas.
Directora de VendCafe máquinas expendedoras de café en Singapur.
Contrajo matrimonio con Richard Wong que falleció en 2004, fue madre de 3 hijos.

## Premios
- 2001, Empresaria del Año, organizado por ASME.
- 2003, Premio Montblanc Mujer Empresaria
- 2005, Premio Triunfo Laboral.[7]
- 2005, Premio NUS  Emprendedora Centenaria, Artes y Ciencias Sociales y SDE.[8]
- 2026, Premio Eminentes Alumnos